# Summer World University Games 2025/Teilnehmer (Philippinen)
| Gelbes Symbol für Goldmedaillen mit stilisierten Olympischen Ringen | Graues Symbol für Silbermedaillen mit stilisierten Olympischen Ringen | Braundes Symbol für Bronzemedaillen mit stilisierten Olympischen Ringen |
| ------------------------------------------------------------------- | --------------------------------------------------------------------- | ----------------------------------------------------------------------- |
| —                                                                   | —                                                                     | —                                                                       |

Die Philippinen nahmen an den Summer World University Games 2025 vom 16. bis zum 27. Juli mit 7 Athleten (4 Männer und 3 Frauen) teil.

## Teilnehmer nach Sportarten

### Badminton
| Männer - Thomas Gatdula - Dainyle Orara | Frauen - Althea Ladiana |

### Bogenschießen
| Männer - Wesley Tanco | Frauen - Keturah Gonzales |

### Leichtathletik
| Männer - Mark Mahinay | Frauen - Loiue Agawa |